# Рибаков Андрій Анатолійович
Андрі́й Анато́лійович Рибако́в  (біл. Андрэй Рыбакоў, нар. 4 березня 1982) — білоруський важкоатлет, олімпійський медаліст.

## Виступи на Олімпіадах
| Олімпіада  | Дисципліна            | Місце |
| ---------- | --------------------- | ----- |
| Афіни 2004 | легка важка категорія | 2     |
| Пекін 2008 | легка важка категорія | 2     |